# Valkeinen (sjö i Taivalkoski, Norra Österbotten, Finland)
Valkeinen eller Valkeainen är en sjö i Finland. Den ligger i kommunen Taivalkoski i landskapet Norra Österbotten, i den nordöstra delen av landet, 600 km norr om huvudstaden Helsingfors. Valkeinen ligger 237,5 meter över havet. Arean är 2,4 kvadratkilometer och strandlinjen är 12,31 kilometer lång. Sjön  ingår i Ijo älvs huvudavrinningsområde. 